# Schloss Bellikon
Das Schloss Bellikon ist ein Schloss in der Schweizer Gemeinde Bellikon im Kanton Aargau. Es befindet sich westlich des Dorfzentrums in einer ausgedehnten Parkanlage, hoch über dem Reusstal auf einer Terrasse des Heitersbergs.

## Geschichte
Erbaut wurde das Schloss im dritten oder vierten Jahrzehnt des 14. Jahrhunderts durch die Familie Krieg. Die Kriegs stammten aus Zürich und gehörten seit dem 12. Jahrhundert zu den angesehensten Familien der Stadt. 1314 erwarb Peter Krieg von den Habsburgern einen Teil der Güter und Rechte in Bellikon. Die Kriegs gaben sich 1343 den Beinamen von Bellikon und erwarben im Laufe der Zeit weitere Güter in den Nachbardörfern. Vogtei und Schloss wurden 1605 vom Pfarrer in Seengen erworben, 1640 von der Familie Schmid aus Uri. Später wechselte das Schloss in regelmässigen Abständen den Besitzer, zu Beginn des 20. Jahrhunderts diente es vorübergehend als Kuranstalt.
Der Grundriss des viergeschossigen Schlosses ist ein dem Quadrat angenähertes Rechteck. Der spätgotisch geprägte Hauptbau verfügt über 1,3 Meter dicke Mauern. An der Südseite, westwärts aus der Mittelachse verschoben, ist ein kreisrunder Treppenturm (Schneggen) angebaut. Modernere Anbauten sind ein weiterer Treppenturm an der Nordostecke, eine Veranda im Westen und im Osten eine Rundbogen-Loggia als Verbindung zur benachbarten Schlosskapelle. Im Innern des bewohnten Gebäudes finden sich französisch geprägte Salons. Die Zürcher Stube im ersten Obergeschoss ist mit farbigen Wappen verziert.
Östlich des Schlosses, in die Parkmauer einbezogen, steht die 1676 errichtete Kapelle. Es handelt sich um einen einfachen Rechteckbau mit eingezogenem, dreiseitig schliessendem Chor.